# Oreochromis spilurus
Espèce
Oreochromis spilurus est une espèce de poissons de la famille des Cichlidae et de l'ordre des Cichliformes. Cette espèce est endémique de l'Afrique. Elle fait partie des nombreuses espèces regroupées sous le nom commercial de Tilapia.

## Répartition géographique
Cette espèce est endémique de l'Afrique. Elle se rencontre dans les fleuves côtiers du Kenya de la rivière Mwena inférieure et en contrebas des chutes de Lugard Falls (Kenya), également près de son embouchure, y compris dans le lac Chem Chem. Dans le fleuve Tana moyen et inférieur, au Nord de Uaso Nyiro, dans les systèmes hydrologiques Juba et Webi Shebeli ; dans l'Nguruman (Kenya) et en Éthiopie. Probablement aussi dans le lac Momello, au sud de la frontière entre le Kenya et la Tanzanie.

## Taxonomie

### Liste des sous-espèces
Auparavant, selon FishBase était reconnue l'espèce ce divisaient en 2 sous-espèces:
- Oreochromis spilurus ssp. percivali - au Niger
- Oreochromis spilurus ssp. spilurus

### Synonymes
D'après FishBase
- Oreochromis spirulus nigra Günther, 1894
- Chromis spilurus Günther, 1894
- Oreochromis spilurus spilurus (Günther, 1894)
- Sarotherodon niger spilurum (Günther, 1894)
- Tilapia nigra spilura (Günther, 1894)
- Tilapia spilurus spilurus (Günther, 1894)
- Oreochromis niger Günther, 1894
- Oreochromis spilurus niger Günther, 1894
- Tilapia nigra (Günther, 1894)
- Tilapia nigra nigra (Günther, 1894)
- Tilapia spilurus nigra (Günther, 1894)
- Tilapia nyirica Lönnberg, 1911
- Tilapia percivali Boulenger, 1912
- Oreochromis spilurus percivali (Boulenger, 1912)
- Tilapia nilotica athiensis Boulenger, 1916
- Oreochromis athiensis (Boulenger, 1916)
- Tilapia athiensis (Boulenger, 1916)
- Tilapia browni Nichols, 1923
- Oreochromis d'anconai Di Caporiacco, 1947
- Oreochromis danconai Di Caporiacco, 1948
- Chromis niloticus (non Linnaeus, 1758)
- Tilapia galilea (non Linnaeus, 1758)
- Tilapia nilotica (non Linnaeus, 1758)
- Tilapia mossambica (non Peters, 1852)
- Tilapia natalensis (non Weber, 1897)